# 大东镇 (大埔县)
大东镇，是中华人民共和国广东省梅州市大埔县下辖的一个乡镇级行政单位。

## 行政区划
大东镇下辖以下地区：
东光村、泮溪村、西坑村、坪山村、家荣村、三坤村、岩东村、富溪村、进滩村、柘林村、福光村、白土村和联丰村。